# AngloGold Ashanti
AngloGold Ashanti — южноафриканская горнодобывающая компания, занимает третье место в мире по добыче золота после Barrick Gold и Newmont Mining. Добыча и разведка ведётся в 9 странах в Африке (Демократическая Республика Конго, Гана, Гвинея, Танзания), Австралии, США (Невада и Миннесота) и Южной Америке (Аргентина, Бразилия, Колумбия), как побочные продукты компания производит серебро в Аргентине и серную кислоту в Бразилии.

## История
AngloGold Limited была создана в июне 1998 года выделением золотодобывающих активов компании Anglo American преимущественно в Южной Африке. 26 апреля 2004 года эта компания объединилась с ганийской компанией Ashanti Goldfields Company Limited, сформировав AngloGold Ashanti Limited (Ашанти — золотоносный район в Гане). В 2007 году Anglo American сократила свою долю в компании с 41,7 % до 16,6 %, а в 2009 году продала и оставшиеся акции компании Paulson & Co. В последующие годы планомерно продавала южноафриканские месторождения, в то же время увеличивая присутствие в других странах; права на последние участки в ЮАР были проданы в конце 2020 года.

## Руководство
Крупнейшими акционерами являются Public Investment Corp. of South Africa (9,56 %), BlackRock (6,71 %) и Van Eck Global (6,35 %).
- Мария Рамос (Maria Ramos, род. в 1958 году) — независимый председатель совета директоров с 2019 года; также член совета директоров Standard Chartered и Compagnie Financière Richemont; с 2009 по 2019 год была гендиректором южноафриканского банка ABSA; до этого возглавляла Национальное казначейство ЮАР.
- Альберто Кальдерон (Alberto Calderon) — главный исполнительный директор с июня 2021 года.

## Деятельность

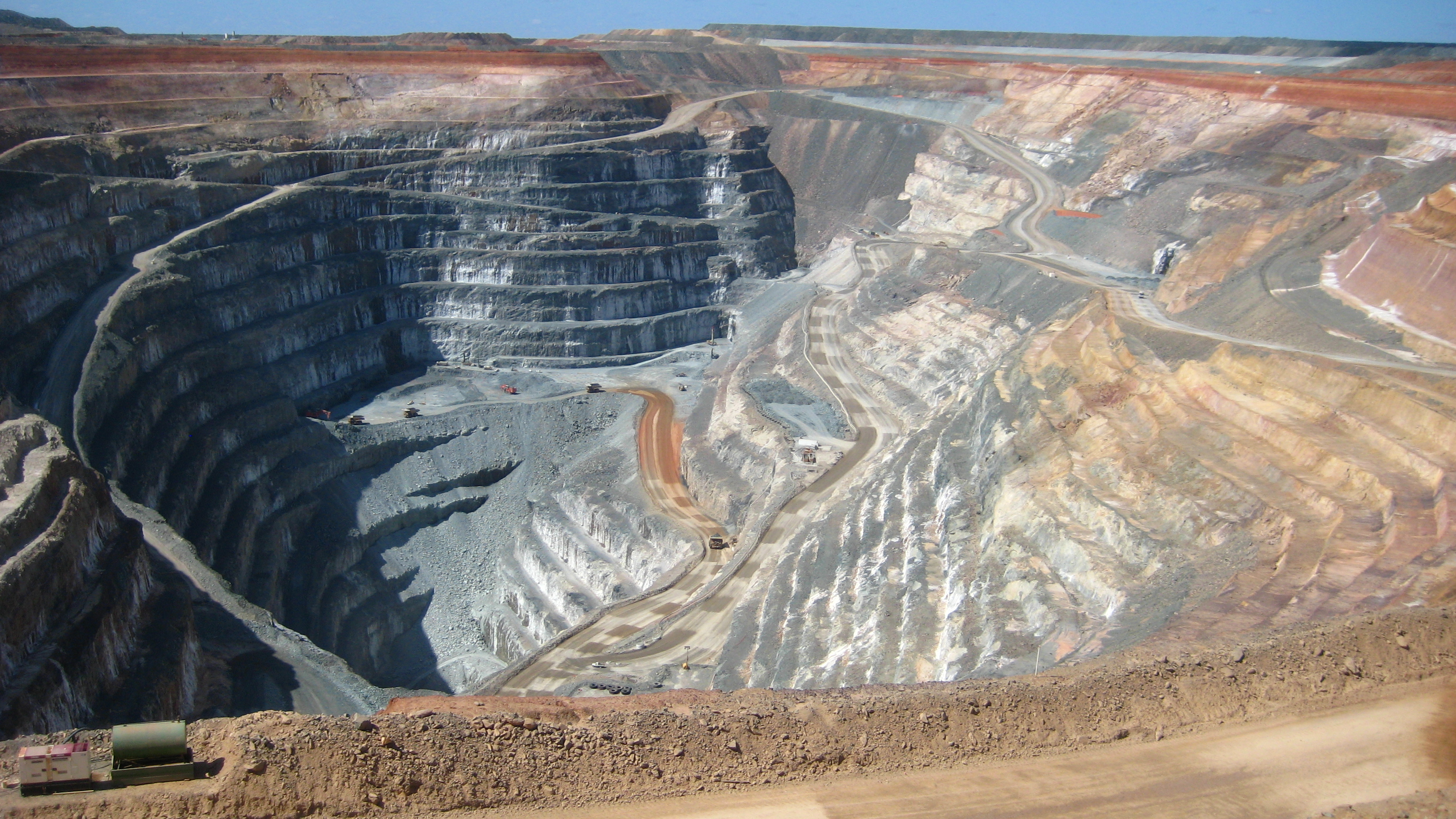
Рудник Санрайз Дэм в Австралии

Компания занимается геологоразведкой, добычей и очисткой золота. В 2020 году добыча золота составила 3 млн унций (102 тонны, 2,2 % от 4633 тонн мировой добычи) при средней себестоимости добычи 1072 доллара за унцию (при средней цене золота 1770 долларов за унцию). Также было добыто 3,6 млн унций серебра и произведено 188 тонн серной кислоты.
Основные регионы добычи:
- Африка — 17 тысяч сотрудников, запасы 19 млн унций (65 % запасов компании), добыча золота 1,143 млн унций. Основные шахты: Идуаприем и Обуаси (Гана, 275 тысяч унций и 30 тысяч унций соответственно); Сигири (Гвинея, доля 85 %, 215 тысяч унций), Гельта (Танзания, 623 тысячи унций), Кибали (ДРК, доля 45 %, оператор Barrick Gold, 364 тысячи унций).
- Америка — 8,8 тысяч сотрудников, запасы 7,5 млн унций (25 % запасов компании), добыча золота 649 тысяч унций. Основные шахты: Серро Вангардия (Аргентина, доля 92,5 %, 173 тысячи унций); АГА Минерасао и Серра Гранде (Бразилия, 362 тысячи и 114 тысяч унций соответственно).
- Австралия — 1200 сотрудников, запасы 3 млн унций, добыча золота 554 тысячи унций. Основные шахты: Санрайз Дэм (256 тысяч унций) и Тропикана (доля 70 %, 298 тысяч унций)[2].

Геологоразведка компанией ведётся в Австралии, США, Танзании, Гвинее, Гане, ДРК, Аргентине, Бразилии, Колумбии. Доказанные и возможные запасы золота на конец 2020 года составляли 3,84 млн унций и 25,63 млн унций соответственно (в сумме 29,5 млн унций, около тысячи тонн); на конец 2019 года составляли 43,8 млн унций, сокращение запасов связано с продажей шахт в ЮАР и Мали. Запасы серебра составили 50 млн унций (в Аргентине и Колумбии). Конечная очистка золота (аффинаж) производится компанией Rand Refinery (Pty) Limited.